# Crytea bigilvata
Crytea bigilvata là một loài tò vò trong họ Ichneumonidae.